# 罗大冈
罗大冈（1909年5月21日—1998年3月17日），原名罗大刚，笔名莫辰，男，浙江绍兴人，中国翻译家、文学评论家，中国民主同盟盟员，第三届全国人大代表，第五、六届全国政协委员。